# Abdyl Këllezi
Abdyl Këllezi (ur. 20 sierpnia 1919 w Tiranie, zm. 31 maja 1977) – albański polityk i ekonomista, dwukrotny minister finansów, przewodniczący parlamentu Ludowej Republiki Albanii.

## Życiorys
Był synem kupca Mehmeta. Ukończył gimnazjum w Tiranie. W czasie nauki w szkole nawiązał kontakt z jedną z grup komunistycznych, działających wówczas w Albanii (tzw. grupa młodych). W latach 1938–1939 studiował na Akademii Wojskowej w Rzymie. Studiował także ekonomię na Uniwersytecie Florenckim, ale studiów nie ukończył. Po agresji włoskiej na Albanię w 1939 został internowany na wyspie Ventotene. Uwolniony w 1942 powrócił do Albanii i wstąpił do Komunistycznej Partii Albanii. Pełnił funkcję komisarza politycznego XVI Brygady Armii Wyzwolenia Narodowego, a od maja 1944 członka Antyfaszystowskiej Rady Wyzwolenia Narodowego (namiastki parlamentu).
W 1945 objął funkcję dyrektora Banku Państwowego. W 1948 objął stanowisko ministra finansów, które sprawował do 1953. Po krótkiej przerwie w 1954 ponownie objął tekę ministra finansów, którą piastował do czerwca 1956. Dwukrotnie był wicepremierem rządu (1956-1966; 1974-1975). Od 1959 pełnił funkcję przewodniczącego Towarzystwa Przyjaźni Albańsko-Chińskiej.
W latach 1946–1975 nieprzerwanie zasiadał w parlamencie. W latach 1966–1969 pełnił funkcję przewodniczącego parlamentu i kierował parlamentarną komisją planowania państwowego. 30 maja 1975 wraz z 17 innymi deputowanymi został pozbawiony mandatu i uznany przez władze partyjne za „wroga ludu”. Głównym zarzutem przeciwko Këlleziemu było to, że próbował wprowadzić w Albanii motywacyjny system płac, niezgodny z obowiązującą linią polityczną.
Aresztowany w 1977. W dniu 17 maja 1977 Sąd Najwyższy skazał go na karę śmierci za działalność w organizacji antypaństwowej i prowadzenie wrogiej agitacji, a 31 maja został rozstrzelany. Miejsce pochówku nie jest znane.
Był żonaty, miał dwóch synów.